# Philharmonia de Praga

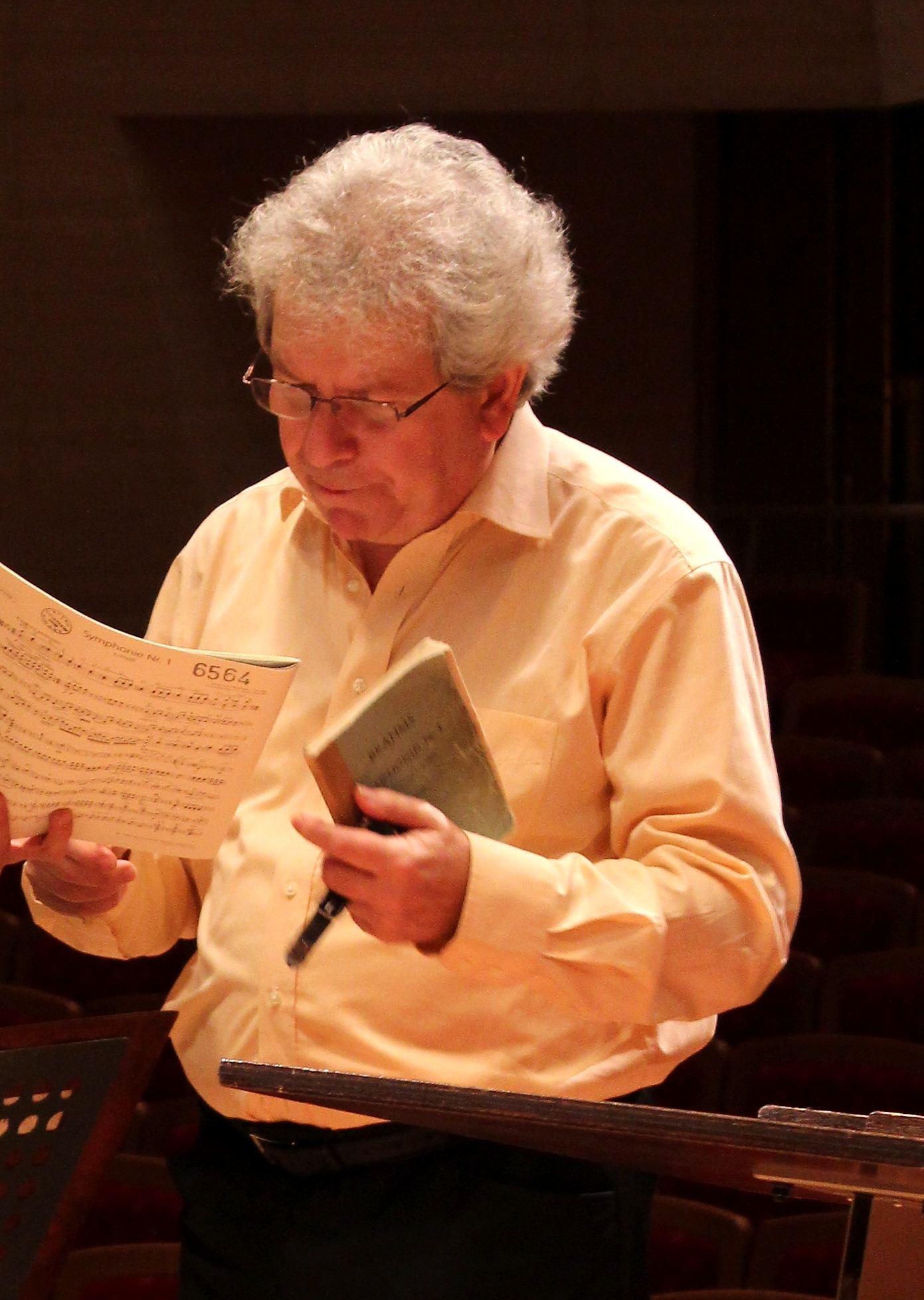
Conductor Jiri Belohlavek, Suntory Hall, Tokyo, 2013.

A Philharmonia de Praga (em checo: Pražská komorní filharmonie, traduzido literalmente como "Philharmonia de Câmara de Praga") é uma orquestra baseada em Praga, República Checa. Já foi conduzida por maestros como Jiří Bělohlávek (1994-2005), Kaspar Zehnder (2005-2008) e Jakub Hrůša (2008-) e já gravou para gravadoras como Supraphon, Deutsche Grammophon, EMI e Harmonia Mundi.